# Aleksandra Szymańska
Aleksandra Szymańska (ur. 2 czerwca 1991 w Gdańsku) – polska siatkarka, grająca na pozycji środkowej oraz atakującej. Od sezonu 2020/2021 występuje w drużynie MKS San Pajda Jarosław.

## Sukcesy klubowe
Mistrzostwa Polski Kadetek:
- 2007
- 2008

Mistrzostwa Polski Juniorek:
- 2008, 2009
- 2007, 2010

NEVZA:
- 2013, 2014, 2015

Mistrzostwo Norwegii:
- 2014, 2015
- 2013

Puchar Norwegii:
- 2014